# 正岡旭
正岡 旭（まさおか あきら、1902年〈明治35年〉4月25日 - 没年不明）は、日本の医師（産婦人科医）。医学博士。広島市医師会会長。正岡病院院長。

## 経歴
広島県広島市吉島町、正岡政太郎の長男。広島一中、松山高校を経て1928年、岡山医大卒業。同大学安藤産婦人科教室に入り1933年6月まで勤続、研究。
1932年、医学博士の学位を受く。1933年、正岡産婦人科医院開設、院長就任。1955年、第21回広島県医師会代議員会会長をつとめた。

## 人物
1972年、勲四等叙勲。宗教は真宗。趣味はスポーツ、粘土細工、陶器。住所は広島市猫屋町。

## 家族・親族
正岡家　
- 父・政太郎[1][9]
- 長女[1]
- 二女[1]